# Chandrakona
Chandrakona è una suddivisione dell'India, classificata come municipality, di 20.400 abitanti, situata nel distretto di Midnapore Ovest, nello stato federato del Bengala Occidentale. In base al numero di abitanti la città rientra nella classe III (da 20.000 a 49.999 persone).

## Geografia fisica
La città è situata a 22° 43' 60 N e 87° 31' 0 E e ha un'altitudine di 27 m s.l.m..

## Società

### Evoluzione demografica
Al censimento del 2001 la popolazione di Chandrakona assommava a 20.400 persone, delle quali 10.472 maschi e 9.928 femmine. I bambini di età inferiore o uguale ai sei anni assommavano a 2.761, dei quali 1.435 maschi e 1.326 femmine. Infine, coloro che erano in grado di saper almeno leggere e scrivere erano 13.429, dei quali 7.658 maschi e 5.771 femmine.